# بي إم دبليو آر 2
بي إم دبليو آر2(بالإنجليزية: BMW R2)‏ هي دراجة نارية من تصنيع بي إم دبليو.